# Акшоки (Айиртауський район)
Акшоки́ (каз. Ақшоқы) — село у складі Айиртауського району Північноказахстанської області Казахстану. Входить до складу Константиновського сільського округу, раніше входило до складу ліквідованої Куспецької сільської ради.
Населення — 21 особа (2021; 135 у 2009, 270 у 1999, 323 у 1989).
Національний склад станом на 1989 рік:
- казахи — 44 %
- росіяни — 26 %.

До 20 грудня 2009 року село називалось Акчок, в радянські роки — Ферма № 3 совхоза Акканський.